# مارك نولز
مارك نولز (بالإنجليزية: Mark Knowles)‏ مواليد 4 سبتمبر 1971 في ناساو، باهاماس. هو لاعب كرة مضرب باهامي مُحترف. بدأ مسيرته الاحترافية سنة 1992، وهو مُتخصص بمسابقات الزوجي.

## روابط خارجية
- مارك نولز على موقع رابطة محترفي التنس (الإنجليزية)
- مارك نولز على موقع الاتحاد الدولي لكرة المضرب (الإنجليزية)
- مارك نولز على موقع كأس ديفيز (الإنجليزية)
- مارك نولز على موقع خلاصة التنس.كوم (الإنجليزية)
- مارك نولز على موقع إي إس بي إن.كوم (الإنجليزية)
- مارك نولز على موقع أوليمبيديا (الإنجليزية)